# 訊能集思
美商訊能集思智能科技股份有限公司 （英語：Synergies Intelligent Systems, Inc. 簡稱：訊能集思，縮寫：Synergies）是一家人工智慧公司，開發AI平台及演算法，2016年由麻省理工學院(MIT)博士張宗堯成立。其產品目前主要應用於製造、零售、金融領域，合作企業包含順豐、敦陽科技、福耀玻璃、中國信託等。

## 歷史
- 2016年10月，成立於美國波士頓。
- 2017年3月，與MIT團隊合作開發初代AI技術產品。
- 2017年5月，成立台北總部。
- 2017年7月，獲矽谷創業聖經《RedHerring》評為“全球最有前景的20家AI方案供應商”。
- 2018年2月，成為富士康工業互聯網AI主要供應商。
- 2019年1月，成立杭州分公司，創辦“席思人工智能學院 （页面存档备份，存于）”。
- 2019年5月，獲Gartner評選為"Cool Vendor in AI for Fintech in Asia/Pacific”。
- 2019年9月，與思科合作創建智慧工廠方案。
- 2019年9月，獲上海工業博覽會邀請主辦國際工業決策AI論壇。

## 外部連結
1. Synergies官方網站 （页面存档备份，存于）
2. Synergies臉書專頁 （页面存档备份，存于）